# Robert Maćkowiak
Robert Maćkowiak (Rawicz, 13 maggio 1970) è un ex velocista polacco.

## Palmarès
| Anno | Manifestazione   | Sede      | Evento      | Risultato        | Prestazione | Note             |
| ---- | ---------------- | --------- | ----------- | ---------------- | ----------- | ---------------- |
| 1989 | Europei juniores | Varazdin  | 200 m piani | 7º               | 21"59       |                  |
| 1989 | Europei juniores | Varazdin  | 4×100 m     | Oro              | 40"00       |                  |
| 1991 | Mondiali         | Tokyo     | 4x100 m     | Semifinale       | 39"08       |                  |
| 1992 | Europei indoor   | Genova    | 200 m piani | 5º               | 21"76       |                  |
| 1994 | Europei          | Helsinki  | 4×400 m     | 6º               | 3'04"22     |                  |
| 1995 | Mondiali         | Goteborg  | 200 m piani | 5º               | 20"83       |                  |
| 1995 | Mondiali         | Goteborg  | 4x400 m     | 5º               | 2'56"65     |                  |
| 1996 | Europei indoor   | Stoccolma | 200 m piani | Batteria         | dq          |                  |
| 1996 | Giochi olimpici  | Atlanta   | 200 m piani | Quarti di finale | 20"61       |                  |
| 1996 | Giochi olimpici  | Atlanta   | 4×400 m     | 6º               | 3'00"96     |                  |
| 1997 | Mondiali indoor  | Parigi    | 400 m piani | 4º               | 45"94       |                  |
| 1997 | Mondiali         | Atene     | 400 m piani | Quarti di finale | 45"26       | Record nazionale |
| 1997 | Mondiali         | Atene     | 4x400 m     | Bronzo           | 3'00"26     |                  |
| 1998 | Europei indoor   | Valencia  | 400 m piani | Bronzo           | 46"00       |                  |
| 1998 | Europei          | Budapest  | 400 m piani | Argento          | 45"04       |                  |
| 1998 | Europei          | Budapest  | 4×400 m     | Argento          | 2'58"88     |                  |
| 1999 | Mondiali indoor  | Maebashi  | 4x400 m     | Argento          | 3'03"01     | Record europeo   |
| 1999 | Mondiali         | Siviglia  | 400 m piani | Quarti di finale | 45"23       |                  |
| 1999 | Mondiali         | Siviglia  | 4x400 m     | Oro              | 2'58"91     |                  |
| 2000 | Giochi olimpici  | Sydney    | 400 m piani | 5º               | 45"14       |                  |
| 2000 | Giochi olimpici  | Sydney    | 4×400 m     | 6º               | 3'03"22     |                  |
| 2001 | Mondiali indoor  | Lisbona   | 400 m piani | Battera          | 47"24       |                  |
| 2001 | Mondiali indoor  | Lisbona   | 4x400 m     | Oro              | 3'04"47     |                  |
| 2001 | Mondiali         | Edmonton  | 400 m piani | Finale           | dnf         |                  |
| 2002 | Europei indoor   | Vienna    | 200 m piani | Bronzo           | 20"77       |                  |
| 2002 | Europei indoor   | Vienna    | 4×400 m     | Oro              | 3'05"50     |                  |
| 2002 | Europei          | Monaco    | 4×400 m     | Finale           | dq          |                  |
| 2005 | Europei indoor   | Madrid    | 4×400 m     | dq               | dq          |                  |
| 2005 | Mondiali         | Helsinki  | 4x400 m     | 5º               | 3'00"58     |                  |

## Altre competizioni internazionali
2001
- Coppa Europa di atletica leggera ( Brema)